# 三帶綃蝶屬
三帶綃蝶屬（學名：Aeria）是蛺蝶科斑蝶亞科綃蝶族中的一個屬。物種分佈於中南美洲。

## 物種
- 三帶綃蝶 Aeria elara
  - A. e. elara = A. elodina
- 黃三帶綃蝶 Aeria eurimedia
- 麗三帶綃蝶 Aeria olena